# Maria Niangi
Maria Niangi (25 de agosto de 1993) es una deportista angoleña que compite en judo. Ganó tres medallas en el Campeonato Africano de Judo entre los años 2022 y 2024.

## Palmarés internacional
| Campeonato Africano | Campeonato Africano    | Campeonato Africano | Campeonato Africano |
| Año                 | Lugar                  | Medalla             | Categoría           |
| ------------------- | ---------------------- | ------------------- | ------------------- |
| 2022                | Orán (Argelia)         | Medalla de bronce   | –70 kg              |
| 2023                | Casablanca (Marruecos) | Medalla de plata    | –70 kg              |
| 2024                | El Cairo (Egipto)      | Medalla de oro      | –70 kg              |